# Febre aftosa humana
La febre aftosa humana (en anglès hand, foot and mouth disease, HFMD) o malaltia boca-mà-peu o malaltia de mà, peu i boca és una infecció viral lleu, els símptomes principals de la qual són dolor a la boca i presència de petites butllofes, nafres o aftes. La poden causar dos tipus de virus, el virus coxsackie i l'enterovirus.
No ha de ser confosa amb l'altra febre aftosa que afecta el bestiar o glossopeda, probablement força més coneguda per la majoria de la població.

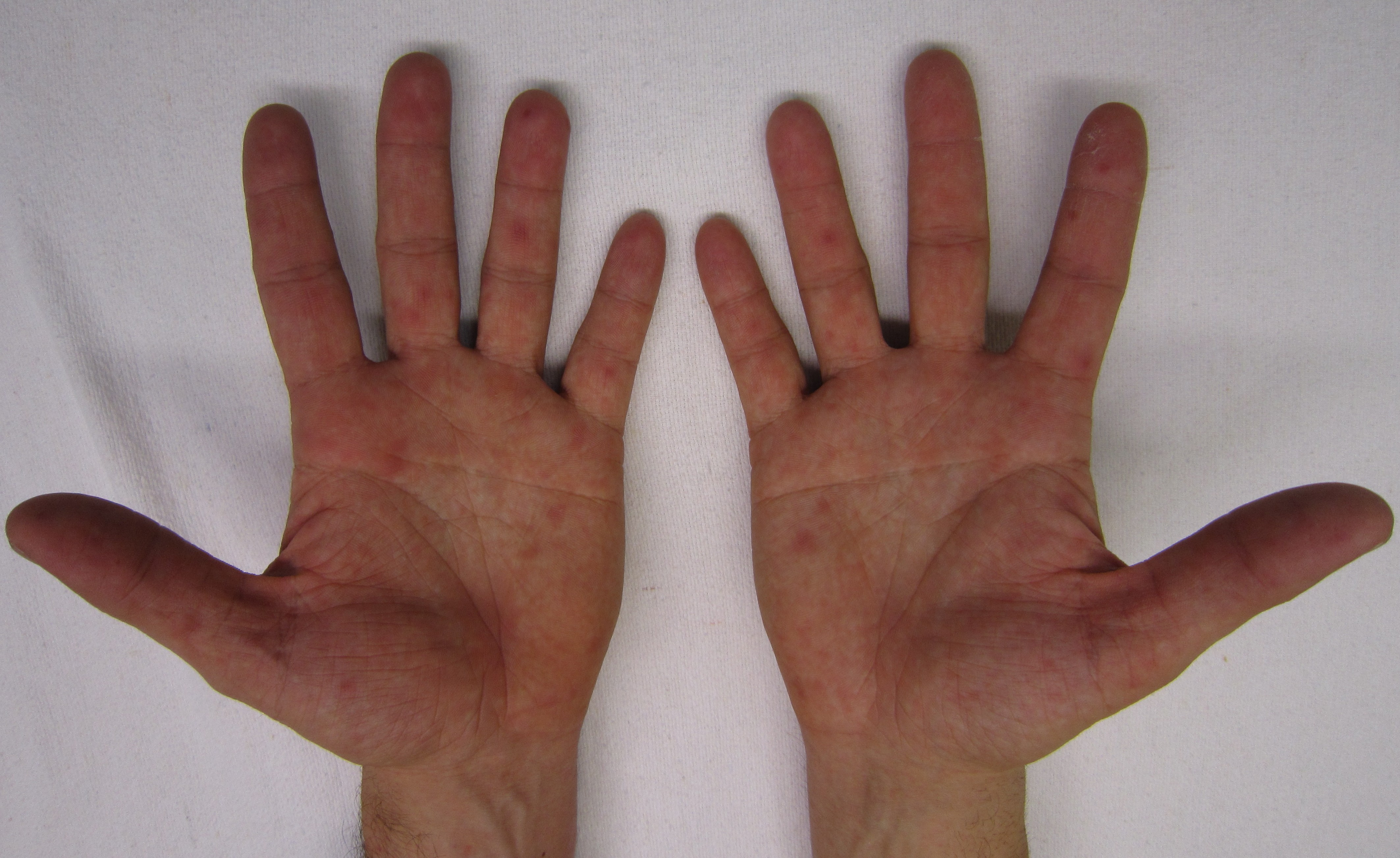
Erupció en els palmells de les mans.

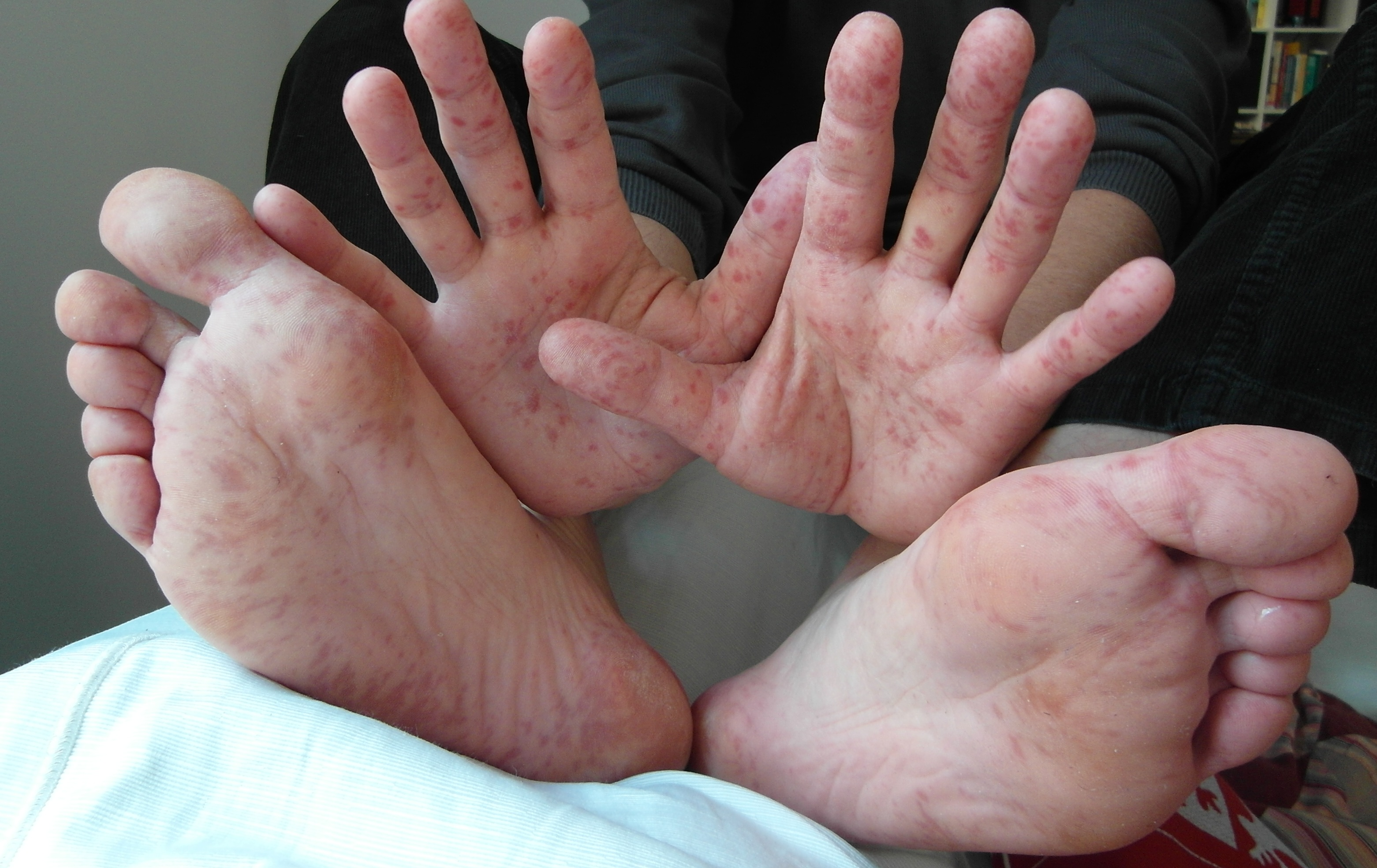
Erupció a la mà i els peus d'un home de 36 anys

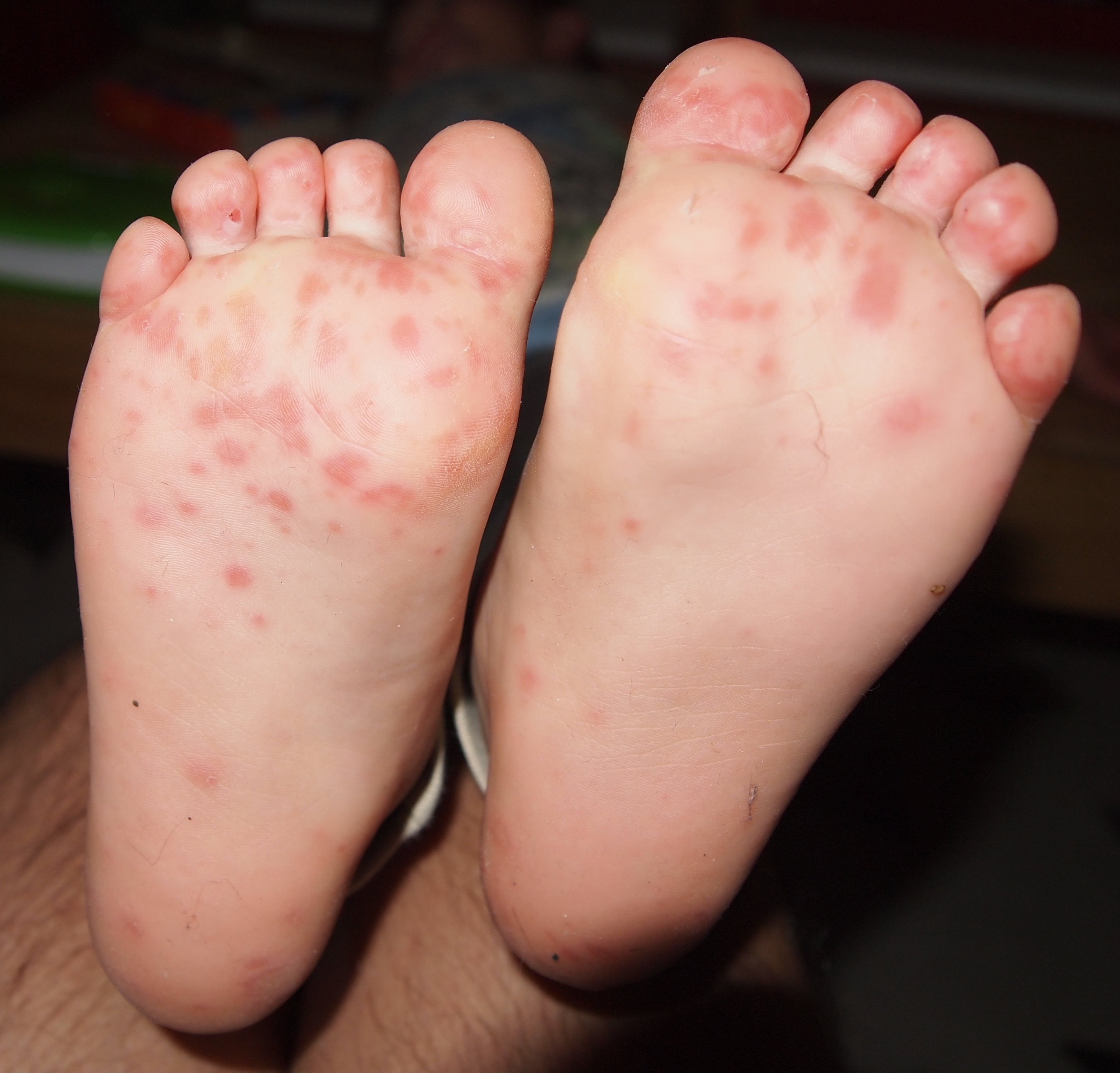
Erupció a les plantes dels peus d'un nen

Els virus que causen l'HFMD es propaguen a través del contacte personal proper, a través de l'aire de la tos i dels fems d'una persona infectada. Els objectes contaminats també poden propagar la malaltia. El Coxsackievirus A16 és la causa més comuna, i l'enterovirus 71 és la segona causa més comuna. Altres soques de coxsackievirus i enterovirus també poden ser-ne responsables. Algunes persones poden ser portadores i transmetre el virus malgrat no tener símptome de la malaltia. Altres animals no estàn implicats. El diagnòstic es pot fer sovint basant-se en els símptomes. De vegades, es pot analitzar una mostra de la gola o dels fems per detectar el virus.
El rentat de mans pot prevenir el contagi, i els infectats no han d'anar a la feina, a la llar d'infants o a l'escola. No es disposa de cap mèdicament antiviral ni de cap vacuna, però s'està treballant en el seu desenvolupament. La majoria dels casos no requereixen un tractametn específic. Es pot utilitzar un simple medicament pel dolor com l'Ibuprofèn o un gel anestèssic bucal. Sovint, s'administren líquids intravenosos als nens que no poden beure prou. Rarament, la meningitis viral o l'encefalitis poden complicar la malaltia.
L'HFMD es dona en totes les zones del món. Sol produir-se en petits brots epidèmics en jardíns d'infants. Des de 1997, es produeixen grans brots a l'Àsia. Sol produir-se durant els mesos de primavera, estiu i tardor. Normalment, es dona en nens menors de cinc anys, però ocasionalment pot donar-se en adults.

## Epidemiologia
La malaltia es produeix amb més freqüència en nens menors de deu anys i sobretot en els menors de cinc anys, però també pot afectar adults amb símptomes diferents. Acostuma a produir-se en brots durant les estacions de primavera, estiu i tardor, que són les de més fàcil propagació de la calor i la humitat. És més habitual a les zones rurals que a les zones urbanes; tot i que cal tenir en compte l'estatus socioeconòmic i els nivells d'higiene. La mala higiene és un factor de risc. 

### Brots
- El 1997, es va produir un brot a Sarawak de Malàisia amb 600 casos i més de 30 nens van morir.[21][22][23][24]
- El 1998, hi va haver un brot a Taiwan, que va afectar principalment nens.[25] Hi va haver 405 complicacions greus i 78 nens van morir.[26] Es calcula que el nombre total de casos en aquesta epidèmia ha estat d'1,5 milions.[6]
- El 2008, un brot a la Xina, que va començar al març a Fuyang, Anhui, va provocar 25.000 infeccions i 42 morts el 13 de maig[6] Es van notificar brots similars a Singapur (més de 2.600 casos el 20 d'abril de 2008),[27] Vietnam (2.300 casos, 11 morts),[28] Mongòlia (1.600 casos),[29] i Brunei (1.053 casos a partir de juny – agost de 2008)[30]
- El 2009, 17 nens van morir en un brot durant el març i l'abril de 2009 a la província de Shandong, a l'est de la Xina, i 18 nens van morir a la veïna província de Henan.[31] Dels 115.000 casos notificats a la Xina de gener a abril, 773 van ser greus i 50 van ser mortals.[32]
- El 2010 a la Xina, es va produir un brot a la regió autònoma de Guangxi del sud de la Xina, així com a les províncies de Guangdong, Henan, Hebei i Shandong. Fins al març, 70.756 nens estaven infectats i 40 van morir per la malaltia. Al juny, la temporada alta de la malaltia, n'havien mort 537.[33]
- L'informe de l'Organització Mundial de la Salut entre gener i octubre de 2011 (1.340.259) afirma que el nombre de casos a la Xina s'havia reduït en uns 300.000 casos respecte al 2010 (1.654.866), i els nous casos van arribar al màxim al juny. Hi va haver 437 morts, menys que el 2010 (537 morts).[34]
- El desembre de 2011, el Departament de Salut Pública de Califòrnia va identificar una forma forta del virus, el coxsackievirus A6 (CVA6), caracteritzada per la freqüent pèrdua d'ungles en nens.[35]
- El 2012 a Alabama, Estats Units, es va produir un brot d'un tipus inusual de la malaltia que va afectar adolescents i adults grans. Hi va haver algunes hospitalitzacions a causa de la malaltia, però no es va registrar cap mort.[36]
- El 2012 a Cambodja, 52 dels 59 casos revisats de nens[37] morts a causa d'una malaltia misteriosa es va diagnosticar que era causada per una forma virulenta de la malaltia.[38] Tot i que hi ha un grau important d'incertesa pel que fa al diagnòstic, l'informe de l'OMS afirma: "A partir dels últims resultats de laboratori, una proporció significativa de les mostres van donar positiu a l'enterovirus 71 (EV-71), que causa la febre aftosa de la mà. Se sap que el virus EV-71 generalment causa complicacions greus entre alguns pacients."[39]
- Va infectar 1.520.274 persones amb fins a 431 morts informades a finals de juliol del 2012 a la Xina.[40]
- El 2018 es van produir més de 50.000 casos a causa d'un brot nacional a Malàisia amb dues morts.[41][42][43]

### Índia 2022
El 6 de maig de 2022 es va identificar un brot d'una malaltia anomenada febre del tomàquet o grip del tomàquet al districte de Kollam. La malaltia és endèmica de Kerala, Índia i rep el seu nom a causa de les butllofes vermelles i rodones que provoca, que tenen similars característiques als tomàquets. La malaltia pot ser una nova variant o un efecte del chikungunya o del dengue. La grip pot ser un nom inadequat.
La malaltia afecta principalment a nens menors de cinc anys. Un article de The Lancet afirmava que l'aparició de les butllofes és similar a la que es veu a la verola del mico i no es creu que la malaltia estigui relacionada amb el SARS-CoV-2. Els símptomes, el tractament i la prevenció són similars.

## Senyals i símptomes
Els símptomes de la febre aftosa comencen a manifestar-se de tres a sis dies després d'haver-hi estat exposat. Inicialment són els següents:
- febre baixa (de 37,5 °C a 39 °C)
- pèrdua de gana
- mal a la boca
- sensació de malaltia no localitzada

Passats un parell de dies, comencen a aparèixer butllofes petites (de 2 mm a 4 mm de diàmetre) però d'aspecte normal, envoltades d'una àrea petita de coloració vermellosa.
Apareixen generalment als llocs següents:
- Al voltant de la boca formant unes ulceracions poc profundes però doloroses.[4][50][17]

- A les palmes de les mans i a les plantes dels peus, en la majoria dels nens en edat preescolar i en 10% dels adults.
- Amb menys freqüència, a les natges, a la part superior de braços i cames i als genitals.

## Tractament
No existeix cap tractament específic per a la febre aftosa. Els símptomes concrets, com la febre o el mal de les butllofes, poden ser alleujats amb l'ús de medicaments, encara que la majoria de les butllofes desapareixen sense ulcerar, rebentar ni deixar cicatrius. Atès que la febre aftosa és una malaltia vírica que ha de fer el seu curs, un cop diagnosticada molts metges no recepten cap medicament al pacient llevat que la infecció sigui greu. Hom sol recomanar que al nen afectat se'l deixi reposar a casa fins que la infecció cedeixi, ajudant-se si cal de medicaments reductors de febre o de banys tebis, que també serveixen per a fer-la baixar.
Sols alguns pacients, molt pocs, requereixen rebre atenció a l'hospital, i això principalment a causa de complicacions neurològiques com ara l'encefalitis o la meningitis, d'edemes aguts de pulmó o d'hemorràgies pulmonars.

## Prevenció
Les mesures preventives inclouen evitar el contacte directe amb persones infectades, mantenint els nens infectats a casa o en qualsevol cas fora de l'escola, netejar adequadament els estris compartits, desinfectar superfícies contaminades i dur a terme una higiene de mans adequada. S'ha demostrat que aquestes mesures són efectives per disminuir la transmissió dels virus responsables de l'HFMD.
Els hàbits de protecció inclouen rentar-se les mans i desinfectar les superfícies de les zones de joc. La lactància materna també ha demostrat que disminueix les taxes d'HFMD greu, tot i que no redueix el risc d'infecció de la malaltia.

### Vacuna
Una vacuna coneguda com a vacuna EV71 està disponible per prevenir l'HFMD a la Xina des del desembre del 2015. Actualment no hi ha cap vacuna disponible als Estats Units ni altres indrets.

## Història
Els casos d'HFMD es van descriure clínicament per primera vegada al Canadà i Nova Zelanda el 1957.
A la dècada del 2010 es van desenvolupar nous agents antivirals per prevenir i tractar la infecció pels virus responsables de l'HFMD. Els estudis preliminars han demostrat que els inhibidors de la càpsida viral EV-71 tenen una potent activitat antiviral.